# グランバレイ
グランバレイ株式会社（英: GRANVALLEY CO., LTD.）は、東京都千代田区に本社を置く日本の独立系ITコンサルティング企業である。

## 概要
ERP・Analyticsツールなどデータ活用基盤に関するコンサルティング・導入支援・サポートを行い、経営課題の解決を支援する。
過去には、BIや可視化に課題を持つ企業を対象に無料でアドバイスする「BI - ビジネスインテリジェンス/見える化無料相談室」、法人向けクラウド名刺管理「Sansan」APIを通じて、名刺データによる顧客分析や営業分析を提供するSansan連携分析ソリューションなどを行ったことがある。

## 沿革
- 2005年1月 有限会社グランバレイ設立
- 2006年9月 グランバレイ株式会社に商号変更
- 2007年4月 東京都千代田区飯田橋に本社移転
- 2009年5月 西日本支社(大阪)を開設
- 2015年11月 情報セキュリティマネジメントシステム（ISMS）認証を取得
- 2016年4月 名古屋支社を開設
- 2017年2月「Audi Team Hitotsuyama」とスポンサー契約を締結し、モータースポーツアナリティクス分野に進出
- 2017年10月 名古屋支社をKDX桜通ビルに移転
- 2019年3月 東京本社を千代田ファーストビルに移転
- 2019年11月 西日本支社を梅田ブリーゼタワーに移転
- 2020年2月 豊田支社を開設
- 2023年1月 書籍『データドリブン経営の不都合な真実』を発刊

## 受賞歴
- 2017年3月 APAC CIOoutlook Magazineに、APAC地域において最も将来性のあるBI Provider 25社のうちの1社に選出
- 2019年7月 APAC CIOoutlook Magazineに、APAC地域での「Top 10 SAP Consulting/Services Companies 2019」に選出

## 事業所
- 本社 東京都千代田区西神田3-8-1 千代田ファーストビル東館 9F
- 西日本支社 大阪府大阪市北区梅田2-4-9 ブリーゼタワー 11F
- 名古屋支社 愛知県名古屋市中区丸の内3-20-17 KDX桜通ビル 5F
- 豊田支社 愛知県豊田市御幸本町1-174 カトレヤビル 6F